# Главрыба (остров)
Главры́ба — остров в акватории Невы, площадь острова 19 га. Расположен в 10 км к востоку от Колпинского района Санкт-Петербурга. С материковой частью соединён автомобильным мостом через протоку Оранжерейку, выводящим на автодорогу Н76 Санкт-Петербург — Островки. Однако, мост закрыт для свободного прохода и проезда. К северу, на правом берегу Невы находится деревня Оранжерейка. Недалеко от острова находится Островская луда.
На карте 1701 года шведского кондуктора Карла Элдберга остров обозначен под именем Сирвисаари. С 1922 года на острове располагается завод по разведению рыбы «Невский рыбоводный завод». Завод занимается поддержкой популяции невского лосося. Мальков постоянно выпускают к правому берегу Невы.
2—3 сентября 1941 года на острове произошел бой, в ходе которого высадившийся там разведывательный взвод немцев был выбит ротой 5-го истребительного батальона лейтенанта И. Иванова.
Остров покрыт дубравой с участием берёзы и имеет благоприятный микроклимат.